# Білл Лесук
Білл Лесук (англ. Bill Lesuk, нар. 1 листопада 1946, Мус-Джо) — канадський хокеїст, що грав на позиції крайнього нападника.

## Ігрова кар'єра
Професійну хокейну кар'єру розпочав 1967 року.
Протягом професійної клубної ігрової кар'єри, що тривала 14 років, захищав кольори команд «Бостон Брюїнс», «Філадельфія Флаєрс», «Лос-Анджелес Кінгс», «Вашингтон Кепіталс», «Вінніпег Джетс» та «Вінніпег Джетс».